# Strop odcinkowy
Strop odcinkowy – stropy tego rodzaju stosuje się nad piwnicami oraz w budynkach gospodarczych.
Składa się z dwuteowych belek stalowych i łukowatego sklepienia z cegieł. Gdy obciążenia użytkowe w danym budynku są niewielkie, zamiast belek stalowych można użyć prefabrykowanych belek żelbetowych. Przestrzeń między płytą a podłogą wypełnia się najczęściej posypką z lekkiego materiału o dobrych właściwościach izolacyjnych.